# Jean Milhau (peintre)
Pour les articles homonymes, voir Milhau et Jean Milhau (homonymie).
Jean Louis Édouard Milhau est un artiste peintre français, du XXe siècle, né le 21 décembre 1902, à Mèze (Hérault) et mort à Châtenay-Malabry (Hauts-de-Seine)
le 7 mai 1985.

## Biographie
Fils de Louis Milhau, instituteur, et d'Antoinette Philippon, son épouse, directrice de l'école communale de filles de Mèze, il a fait ses études primaires à Mèze, puis secondaires à Montpellier.
Après l'obtention du baccalauréat, en 1920, il décida de s'inscrire à l'école des beaux-arts où il fut, de 1920 à 1925, le condisciple de Germaine Richier, Gabriel Couderc, Camille Descossy, Georges Dezeuze et Gaston Poulain. Mais, à la demande expresse de ses parents, il fit, parallèlement, des études de droit. Aussi, en 1927, était-il donc, à la fois, licencié en droit et diplômé de l'école des beaux-arts. Il passa alors avec succès le concours de l'enregistrement, il est nommé et affecté à la recette perception du XIVe arrondissement à Paris. Il s'installa dans la capitale, mais il démissionna de l'enregistrement pour se consacrer à la peinture. De 1922 à 1926, il collabore à la revue L'Âne d'Or, éditée par Eugène Causse à Montpellier. En 1924, il est reçu au salon d'automne, dont il devient sociétaire en 1947.
Il décida alors de parfaire sa formation artistique en s'inscrivant à l'atelier de Maurice Denis et de Paul Sérusier, à l'Académie de la Grande Chaumière, tout en passant, en 1927 et 1928, une licence es lettres d'histoire de l'art à la Sorbonne, sous la houlette de Henri Focillon.
Le 28 avril 1928, il épousa, à Montpellier, Antoinette Gillet, jeune avocate qu'il avait connue à la faculté de droit et qui quitta le barreau de Montpellier pour s'installer à Paris avec lui et entrer, par concours, dans l'administration publique, au ministère de la Guerre, puis de la Défense nationale, où elle termina sa carrière comme administrateur civil hors classe en 1966.
Jean Milhau entrait dans la Résistance dès l'hiver de 1940-1941, mais il fut arrêté, le 23 décembre 1942, pour ces faits de résistance, par la police française. Grâce à l'action de magistrats anciens condisciples de sa femme, il fut mis en liberté surveillée, en avril 1943, et il entra aussitôt dans la clandestinité. Il s'engagea dans le Front National, formation particulière des Francs-tireurs et partisans français, d'abord dans l'Aude et les Pyrénées-Orientales, puis dans l'Aveyron, où il participa activement à la libération de Rodez.
Jean Milhau est mort le 7 mai 1985 à Chatenay-Malabry des suites d'une longue maladie.
Jean Milhau et Antoinette Gillet ont eu trois enfants :
- Jacques Milhau, professeur de philosophie[5],
- Marie-Thérèse Goutmann, sénatrice, députée, maire de Noisy-le-Grand,
- Denis Milhau, conservateur en chef du musée des Augustins de Toulouse[6].

Jean Milhau est aussi le petit cousin de Jules Milhau, économiste du mouvement mutualiste français.

## Carrière

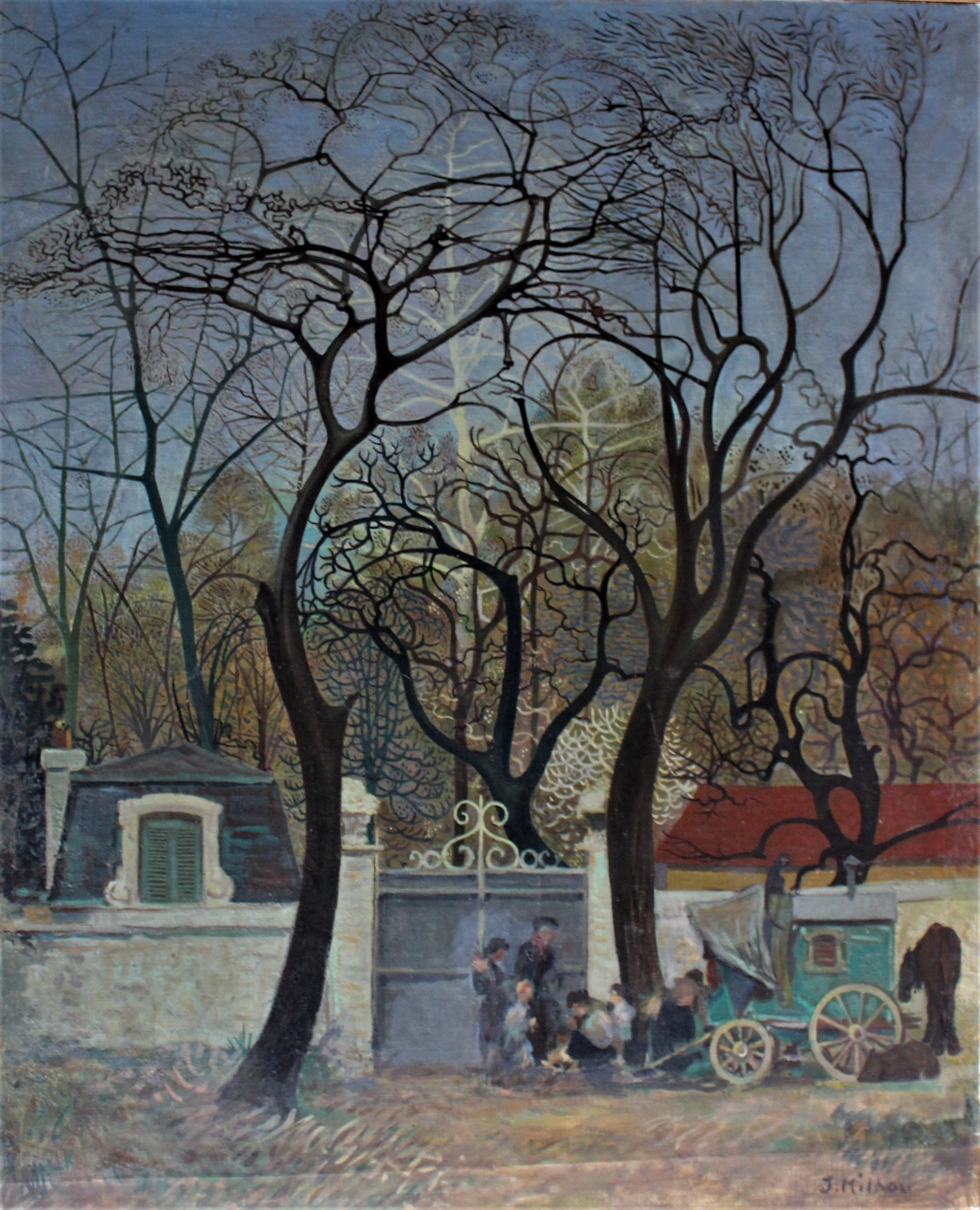
Jean Milhau, Les Bohémiens, 1934.

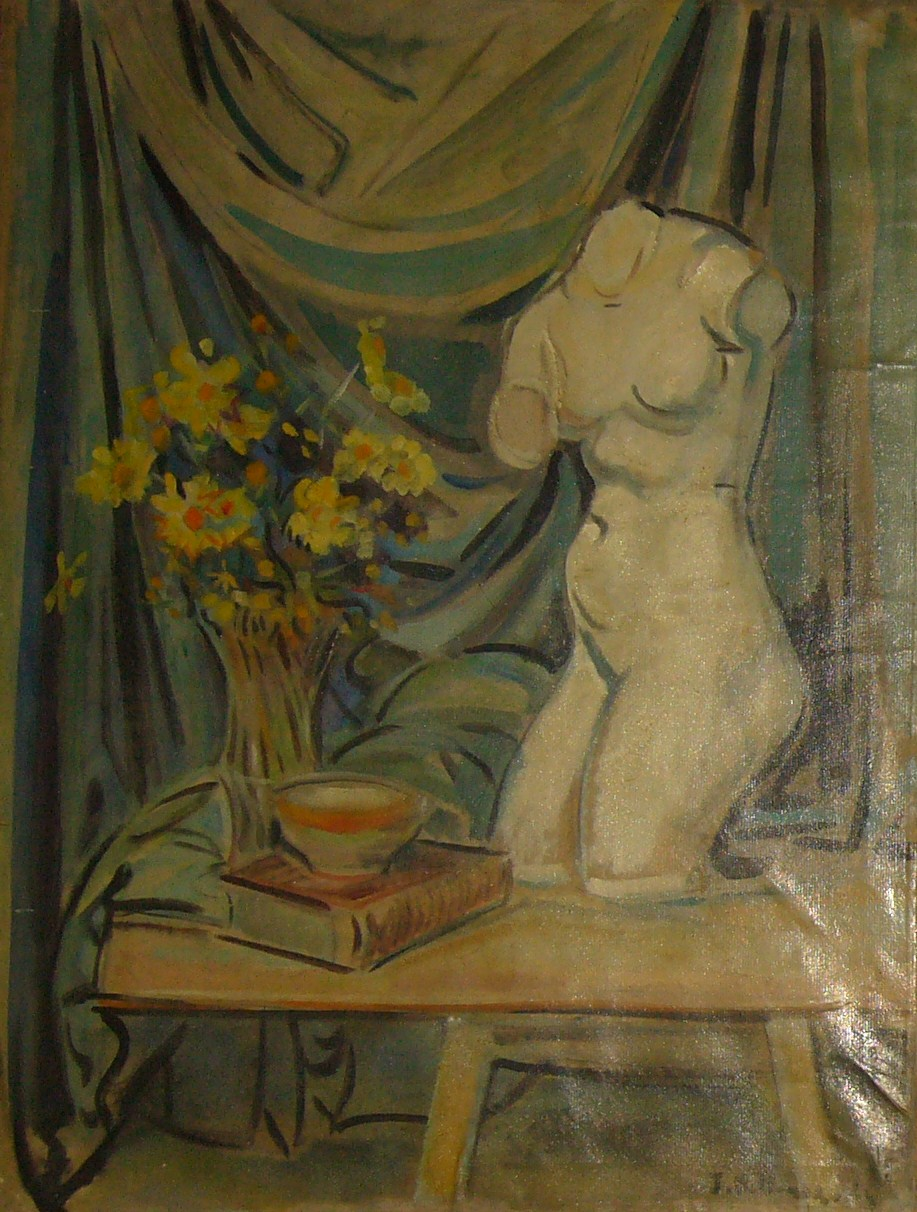
Jean Milhau, Buste, 1941.

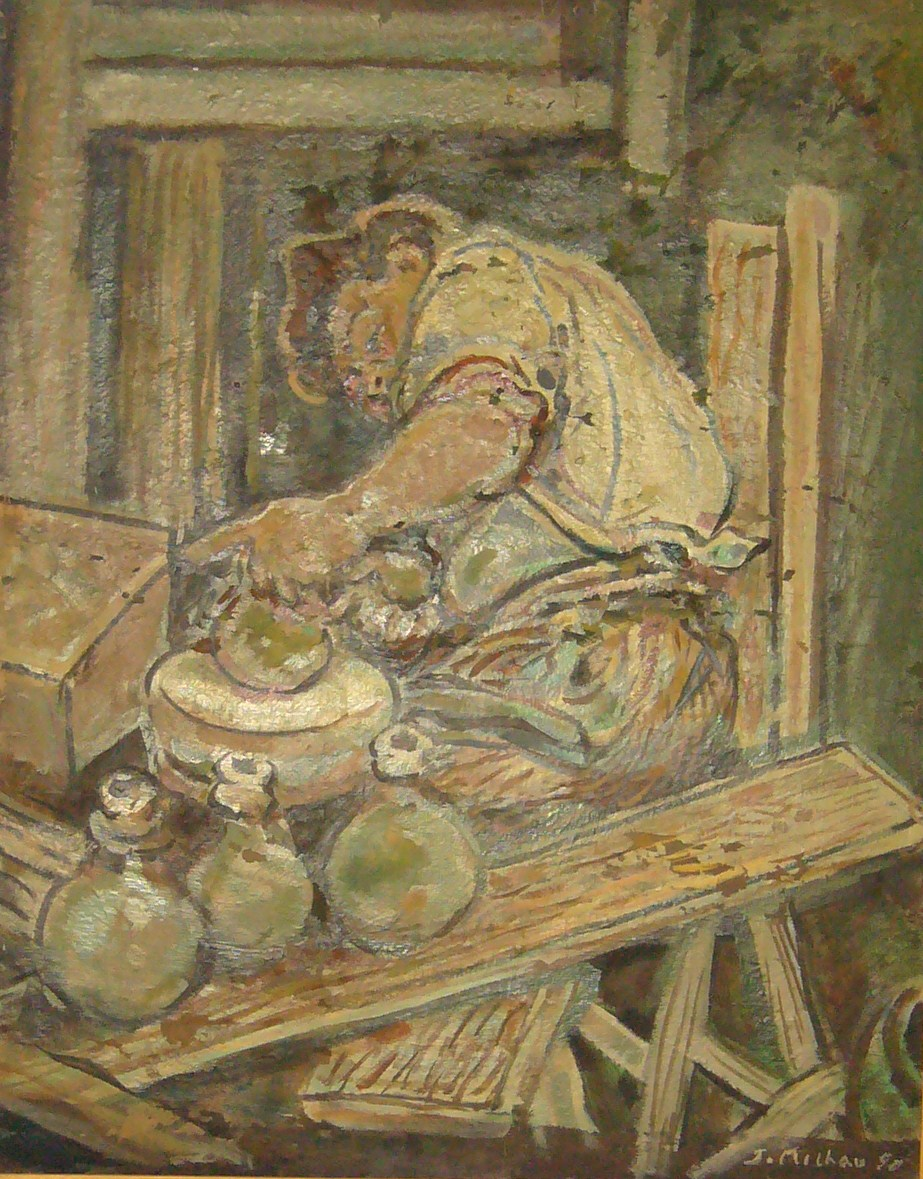
Jean Milhau, Le Potier au travail, 1950.

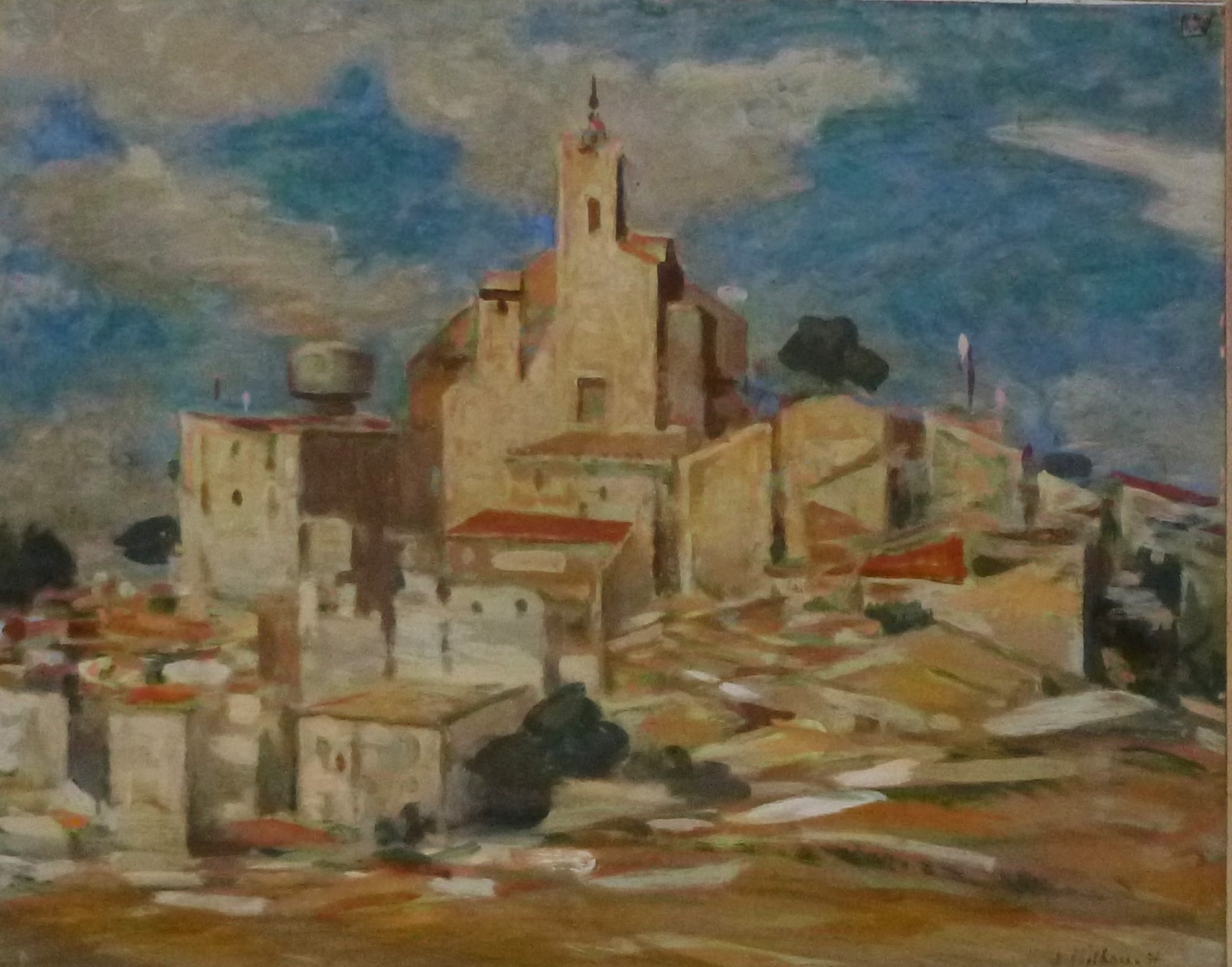
Jean Milhau, Montferrier, 1957.

Maurice Denis et Henri Focillon recommandèrent Jean Milhau à Jean de Brunhoff, le père de Babar et directeur du groupe de presse Vogue, et, jusqu'à la Seconde Guerre mondiale, il travailla comme graphiste et metteur en page de différentes publications de Vogue ou de Gallimard, notamment Voilà et Détective. En 1937 il fut invité à participer à la décoration du pavillon officiel de la région languedocienne de l'Exposition Universelle de Paris, avec un tableau représentant L'embarquement de Saint Louis pour la Croisade, à Aigues mortes.
Dans le même temps et durant toute la période du gouvernement du Front populaire, il participait activement à la vie artistique et culturelle de Paris et aux activités et manifestations des milieux intellectuels, animés par Louis Aragon, André Malraux, André Gide, Emmanuel Berl ou Jean Cassou. Il assiste, en particulier, aux débats sur le réalisme dans les arts, débats au cours desquels il se lia d'amitié avec ses confrères peintres Jean Amblard, André Fougeron, Edouard Pignon, Marc Saint-Saëns, Boris Taslitzky et Jean Vénitien, avec lesquels, après la Libération, il forma le mouvement du réalisme socialiste, théorisé et normalisé par Louis Aragon, répétant le discours dogmatique d'Andreï Jdanov et de l'Union des Artistes de l'U.R.S.S.. Ainsi impliqué dans ce mouvement intellectuel Jean Milhau adhéra au Parti communiste français, au lendemain de la signature des Accords de Munich, en 1938.
Quoique réformé lors de son passage au Conseil de révision, en 1921, Jean Milhau fut mobilisé en novembre 1939 dans le Service géographique de l'armée. Après la défaite et l'instauration du pouvoir du Maréchal Pétain, il rejoignit sa famille repliée à Montpellier, sa femme ayant été limogée par le pouvoir pétainiste du fait de ses engagements syndicaux et des activités de son mari.
Excipant de ses titres universitaires en droit et en histoire de l'art, Jean Milhau fut recruté, en 1941, par l'administration des monuments historiques comme inspecteur délégué à la prospection des sites et monuments historiques pour l'Hérault et le Gard. Jean Milhau remplit alors ces fonctions officielles, avec zèle et compétence (Les monuments classés ou inscrits à l'inventaire supplémentaire entre 1941 et 1943, dans ces deux départements, en particulier la Chartreuse de Villeneuve-lès-Avignon l'ont été sur la base de ses rapports), tout en poursuivant sa création picturale qu'il réalisait dans le cadre de l'équipe qui a préfiguré le Groupe Montpellier-Sète, le Groupe Frédéric Bazille, auquel il participa avec Suzanne Ballivet, Gabriel Couderc, Camille Descossy et Georges Dezeuze. Il participa à l'exposition du Groupe Montpellier-Sète en 1960 au musée Paul-Valéry de Sète
.
Rentré à Paris après la fin de la guerre, Jean Milhau se consacra totalement à la peinture et à son action pour une organisation militante des artistes comme acteurs de la vie sociale, en assurant la direction de 1946 à 1952 de la revue Arts de France, qu'il créa avec l'accord et le soutien du Parti Communiste, et en fondant l'association d'artistes l'Union des Arts Plastiques avec ses confrères rencontrés dans les débats d'avant la guerre et durant la résistance, association qu'il présida de 1974 à 1982. Dans ce cadre, il est à l'origine avec Jean-Pierre Jouffroy et Ladislas Kijno de la sécurité sociale pour les peintres et les sculpteurs.
En 1947, Jean Milhau devint sociétaire du Salon d'Automne. En 1952, après plusieurs années de démarches, il fut réintégré dans le corps des inspecteurs délégués à la prospection des sites et monuments historiques, duquel il avait été limogé à la suite de son arrestation pour faits de résistance. Il fut affecté à la prospection dans le département de l'Yonne, poste qu'il occupa jusqu'à son départ à la retraite, en 1967.
L'adhésion sincère de Jean Milhau au réalisme socialiste, qu'il conçut comme une conception de la fonction signifiante de l'œuvre plastique, grâce à l'expressivité propre de ses formants constitutifs, et selon les aspirations d'information significative de leurs auteurs, ne consistait pas à se contenter de copier mécaniquement le réel représenté, ou à donner figure normative aux idées formulées, comme le préconisaient Andrei Jdanov et Louis Aragon, mais à conférer aux formes chromatiques donnant vie plastique et visuelle aux images peintes leur efficacité propre dans des œuvres qui représentent, à leur manière irréductible à rien d'autre que leur nature picturale, ce qu'elles montrent du réel en créant leur réalité picturale par seule qualité visuelle d'objet concret, un tableau, une fresque, un dessin ou une gravure, une image artistique. Andrei Jdanov et Louis Aragon affirmaient, en plus, que la copie reproductive du réel naturel et social devait répéter le discours de l'engagement politique, dans une obligation déclarative et comparable à ce qu'ont été, tout au long de l'histoire humaine, les arts officiels et propagandistes commandités par les pouvoirs idéologiques, politiques et religieux, en prétendant leur imposer leur style formel uniformisant. Tout différemment, Jean Milhau pensait que les formes picturales créées par les artistes devaient avoir leur propre éloquence, en transposant ce qu'elles formulent de leur motif, ou de leur raison, dans la spécificité de leur langage graphique et chromatique, et non un message répétitif abolissant en lui-même ce qui le fait être peinture.
Jean Milhau faisait profondément sienne la pensée de Maurice Denis selon laquelle, ce que les œuvres peintes représentent ne se réduit pas à la reproduction de ce qu'elles représentent, mais qu'elles sont le fruit de l'invention singulière qu'est la peinture : la peinture consiste à donner aux lignes, aux formes et aux couleurs, organisées sur le plan, leur force persuasive de vie et de représentation : « se rappeler qu'un tableau, avant d'être une femme nue, un cheval de bataille ou une quelconque anecdote, est une surface recouverte de couleurs en un certain ordre assemblées». Aussi bien, quoiqu'il fût persuadé, comme Picasso, que l'absence d'un motif concret, reconnaissable comme tel en sa représentation peinte, risquait de rendre l'œuvre insignifiante, ce qu'il disait être le risque de l'art abstrait, il fut toujours extrêmement attentif au fait que ce que l'on appelle l'art abstrait apportait indéniablement une conscience nouvelle, singulière, particulièrement adéquate aux potentiels créatifs propres à chaque artiste.
En 1960, une exposition lui fut consacrée musée Paul-Valéry de Sète et une autre en 1979, ainsi qu'une autre au musée Fabre de Montpellier en 1981. Des œuvres de Jean Milhau font partie des collections de ces deux musées. Enfin, l'exposition Jean Milhau peintre languedocien été organisée au Vieux Colombier à Briançon à l'été 2012,.
Jean Milhau a peint et dessiné jusqu'à son dernier jour, mais en restant, en tant que peintre, un artiste secret, travaillant pour son art et l'idéal qu'il s'en faisait, rigoureux dans ses exigences artistiques et formelles, sans jamais escompter un réussite publique et sociale bien qu'il eût une conscience très forte et affirmée du rôle social de l'art et des artistes. C'était donc un peintre lent et discret, presque secret, produisant peu en comparaison avec nombre de ses confrères, exposant rarement, et qui était sans cesse à la poursuite de cette exigence plastique dont il pensait qu'elle découlait de la nature même de son art et non du succès social et marchand, ou du profit que tout un chacun pourrait tirer de sa propre interprétation de ce que l'artiste propose, mais indépendamment ou dans l'ignorance de la singularité et la spécificité picturale de cette proposition.